# ジョアン・カプデビラ
ジョアン・カプデビラ・イ・メンデス（Joan Capdevila i Méndez IPA：[ʒuˈaŋ kəbdəˈβiɫə]、1978年2月3日 - ）は、スペイン・カタルーニャ州タラガ出身の元プロサッカー選手。元スペイン代表。現役時代のポジションはディフェンダー（左サイドバック）。

## 人物・特徴
陽気で明るい性格であり、UEFA欧州選手権2008や2010 FIFAワールドカップ時にはチームの盛り上げ役であった。タイミングの良いオーバーラップ、精度の高いセンタリング、左足からの強烈なシュートが持ち味である。

## クラブ経歴

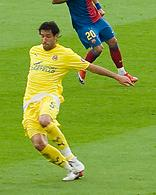
ビジャレアル時代のカプデビラ

子どもの頃のアイドルはジョルディ・ラルディンである。少年時代はフォワードとしてプレーしていた。育成に長けることで知られるRCDエスパニョールの下部組織でサイドバックにコンバートされ、1998-99シーズンのアスレティック・ビルバオ戦（2-2）でデビューした。1999-2000シーズンにはアトレティコ・マドリードに在籍したが、セグンダ・ディビシオン（2部）降格を喫したため2000年夏にデポルティーボ・ラ・コルーニャに移籍した。2001-02シーズンのコパ・デル・レイでは決勝でレアル・マドリードを破って優勝した。エンリケ・ロメロらとポジションを争い、2005-06シーズンからは不動のレギュラーに君臨。2006-07シーズンはキャプテンを務め、2006年9月16日のビジャレアルCF戦では2得点した。
2007年8月12日、3年契約でビジャレアルCFに移籍した。2007-08シーズンはリーグ戦38試合中36試合に出場し、UEFAチャンピオンズリーググループリーグ出場権を得る2位に躍進した。2008-09シーズンも不動のレギュラーに君臨し、5得点を挙げた。2009年12月6日、ホームでのヘタフェCF戦では2得点した。2009-10シーズンは実質的に左サイドバックの控え選手が存在せず、1試合に欠場したほかはリーグ戦全試合に出場し5得点した。
2011年7月21日にSLベンフィカに移籍。しかし出場機会を殆ど得られず、2012年7月27日に古巣のRCDエスパニョールに15季ぶりに復帰した。

## 代表経歴
2000年にはU-23スペイン代表としてシドニーオリンピックに参加し、銀メダルを獲得した。2002年10月16日、パラグアイ戦でスペインA代表デビューした。UEFA欧州選手権2004本大会に招集されたが、1試合も出場することはなく、ベンチから試合を眺めた。2006 FIFAワールドカップ直前には招集メンバーの有力候補だったアシエル・デル・オルノが負傷し、カプデビラが代わりに招集されるとみられていたが、世論の強い後押しもあってマリアーノ・ペルニアが選出された。
2006 FIFAワールドカップ後はスペイン代表に定着し、不動の左SBとして君臨するようになった。UEFA欧州選手権2008予選のスウェーデン戦で代表初得点。2008年2月6日には、マラガで行われたフランスとの親善試合でも決勝点を決めた。UEFA欧州選手権2008前には友人のスポーツライター中嶋亨から明治神宮のお守りを貰ったが、そのお守りがスペイン代表チーム内で流行し、シャビ・エルナンデスなど中嶋に「お守りが欲しい」という選手が続出した。UEFA欧州選手権2008本大会グループリーグのスウェーデン戦では自陣からのロングパスでダビド・ビジャの決勝点をアシストした。セルヒオ・ラモス、カルレス・プジョル、カルロス・マルチェナと4バックを組み、決勝トーナメント以後の3試合すべてを完封して優勝を勝ち取った。
FIFAコンフェデレーションズカップ2009に出場し、初戦のニュージーランド戦ではフェルナンド・トーレスの3得点目を援護し、セスク・ファブレガスの代表2得点目をアシストした。スペインの5得点すべてが左サイドから生み出され、カプデビラはスペインの攻撃の重要な役割を果たした。2戦目のイラク戦では55分にダビド・ビジャの得点をアシストし、1-0で完封勝利した。準決勝でアメリカに敗れて3位に終わったが、カプデビラはカルレス・プジョル、フェルナンド・トーレス、ダビド・ビジャとともに大会ベストイレブンに選ばれた。2010 FIFAワールドカップ・ヨーロッパ予選には全試合に出場し、4-0で勝利したアルメニア戦で1得点を挙げた。ビセンテ・デル・ボスケ監督によって本大会にも招集され、決勝までの7試合すべてにフル出場して優勝に貢献した。
しかし、その後はジョルディ・アルバやナチョ・モンレアルの台頭によって代表から遠ざかった。

## 所属クラブ
- UEタレガ 1996-1997
- RCDエスパニョールB 1997-1998
- RCDエスパニョール 1998-1999
- アトレティコ・マドリード 1999-2000
- デポルティーボ・ラ・コルーニャ 2000-2007
- ビジャレアルCF 2007-2011
- SLベンフィカ 2011-2012
- RCDエスパニョール 2012-2014
- ノースイースト・ユナイテッドFC 2014
- リールセSK 2015
- UEタレガ 2016
- FCサンタ・コロマ 2016-2017

## 個人成績
| シーズン  | クラブ                       | リーグ                       | リーグ | リーグ |
| シーズン  | クラブ                       | リーグ                       | 出場   | 得点   |
| --------- | ---------------------------- | ---------------------------- | ------ | ------ |
| 1997-98   | エスパニョールB              | セグンダ・ディビシオンB      | 34     | 2      |
| 1998-99   | エスパニョール               | プリメーラ・ディビシオン     | 29     | 4      |
| 1999-2000 | アトレティコ                 | プリメーラ・ディビシオン     | 31     | 2      |
| 2000-01   | デポルティボ                 | プリメーラ・ディビシオン     | 16     | 0      |
| 2001-02   | デポルティボ                 | プリメーラ・ディビシオン     | 20     | 0      |
| 2002-03   | デポルティボ                 | プリメーラ・ディビシオン     | 25     | 3      |
| 2003-04   | デポルティボ                 | プリメーラ・ディビシオン     | 27     | 3      |
| 2004-05   | デポルティボ                 | プリメーラ・ディビシオン     | 21     | 1      |
| 2005-06   | デポルティボ                 | プリメーラ・ディビシオン     | 36     | 4      |
| 2006-07   | デポルティボ                 | プリメーラ・ディビシオン     | 34     | 4      |
| 2007-08   | ビジャレアル                 | プリメーラ・ディビシオン     | 36     | 3      |
| 2008-09   | ビジャレアル                 | プリメーラ・ディビシオン     | 36     | 5      |
| 2009-10   | ビジャレアル                 | プリメーラ・ディビシオン     | 37     | 5      |
| 2010-11   | ビジャレアル                 | プリメーラ・ディビシオン     | 31     | 2      |
| 2011-12   | ベンフィカ                   | スーペル・リーガ             | 5      | 0      |
| 2012-13   | エスパニョール               | プリメーラ・ディビシオン     | 26     | 0      |
| 2013-14   | エスパニョール               | プリメーラ・ディビシオン     | 5      | 0      |
| 2014      | ノースイースト・ユナイテッド | インディアン・スーパーリーグ | 12     | 0      |
| 2014-15   | リールセ                     | ジュピラー・プロ・リーグ     | 4      | 0      |
| 通算      | 通算                         | 通算                         | 517    | 43     |

## 代表歴

### 出場大会
- スペイン代表
  - 2010 FIFAワールドカップ

### 試合数
- 国際Aマッチ 60試合 4得点（2002年-2011年）[8]

| スペイン代表 | 国際Aマッチ | 国際Aマッチ |
| 年           | 出場        | 得点        |
| ------------ | ----------- | ----------- |
| 2002         | 2           | 0           |
| 2003         | 0           | 0           |
| 2004         | 3           | 0           |
| 2005         | 0           | 0           |
| 2006         | 2           | 0           |
| 2007         | 7           | 1           |
| 2008         | 15          | 3           |
| 2009         | 13          | 0           |
| 2010         | 14          | 0           |
| 2011         | 4           | 0           |
| 通算         | 60          | 4           |

### 得点
| #  | 日時           | 場所       | 相手         | スコア | 結果 | 大会                                    |
| -- | -------------- | ---------- | ------------ | ------ | ---- | --------------------------------------- |
| 1. | 2007年11月17日 | マドリード | スウェーデン | 1–0    | 3–0  | UEFA欧州選手権2008予選                  |
| 2. | 2008年2月6日   | マラガ     | フランス     | 1–0    | 1–0  | 親善試合                                |
| 3. | 2008年5月31日  | ウエルバ   | ペルー       | 2–1    | 2–1  | 親善試合                                |
| 4. | 2008年9月10日  | アルバセテ | アルメニア   | 1–0    | 4–0  | 2010 FIFAワールドカップ・ヨーロッパ予選 |

## タイトル

### クラブ
デポルティーボ・ラ・コルーニャ
- スーペルコパ・デ・エスパーニャ: 2000、2002
- コパ・デル・レイ: 2001-02

SLベンフィカ
- タッサ・ダ・リーガ: 2011-12

FCサンタ・コロマ
- アンドラン・プリメーラ・ディビシオ: 2016-17

### 代表
U-23スペイン代表
- 夏季オリンピック銀メダル: 2000

スペイン代表
- UEFA欧州選手権: 2008
- FIFAワールドカップ: 2010